# Haus Steeg

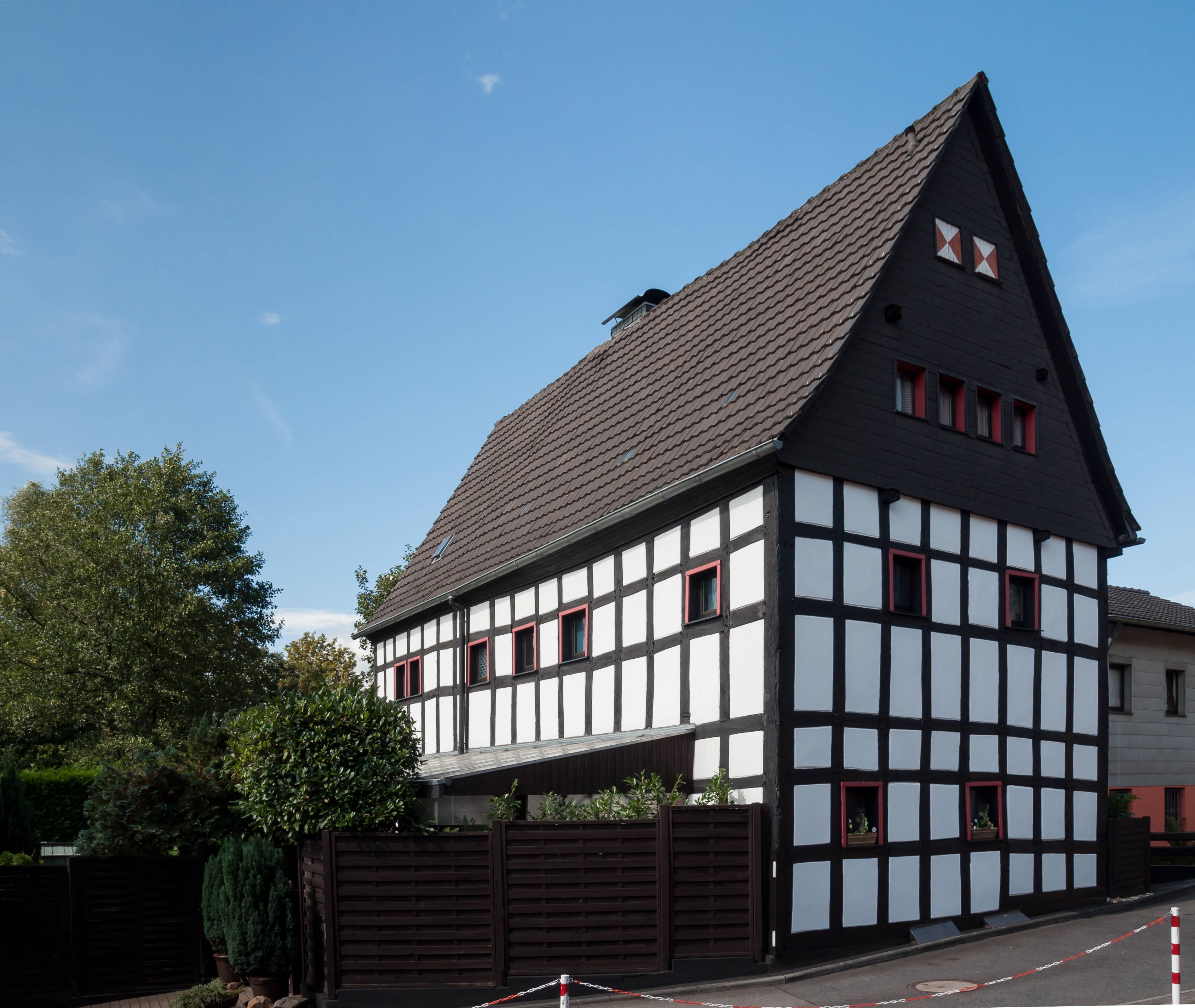
Haus Steeg

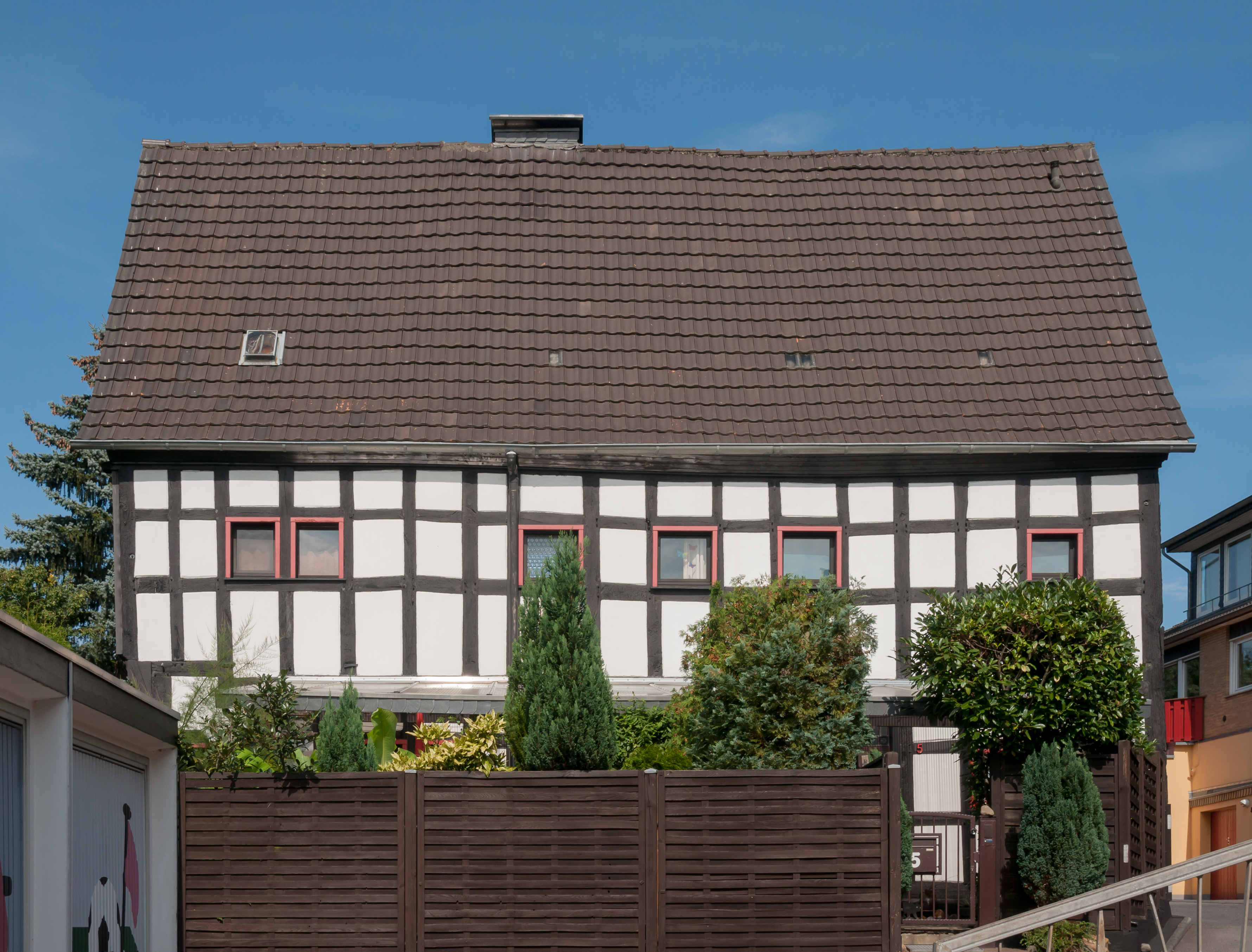
Haus Steeg, Seitenansicht

Das Haus Steeg ist ein denkmalgeschütztes Fachwerkhaus im Rösrather Stadtteil Rambrücken. Das Denkmal ist eines der ältesten Fachwerkhäuser des Bergischen Landes. 

## Denkmalbeschreibung
Haus Steeg ist ein zweigeschossiges Fachwerkhaus mit Satteldach, das Obergeschoss im Westgiebel vorkragend. Es steht auf einem massiven Kellergeschoss-Sockel in Bruchsteinmauerwerk mit Tonnengewölbe. Es ist in Ständerbauweise errichtet worden; d. h. die Fachwerkbalken laufen vom Erdgeschoss weiter über das Obergeschoss bis zur Traufe. Die Knaggen sind – mit Ausnahme des Westgiebels – innenliegend.

## Denkmalschutz
Haus Steeg wurde am 19. April 1988 als Baudenkmal Nr. 47 in die Liste der denkmalgeschützten Bauwerke der Stadt Rösrath eingetragen.
Noch vor der Unterschutzstellung des Hauses führten die heutigen Besitzer 1978 eine umfassende Renovierung des Gebäudes durch. Dabei wurden 50 Balken ersetzt und 48 Fenster den Anforderungen des Denkmalschutzes entsprechend in Einzelanfertigung neu erstellt. Haus Steeg gilt als Musterbeispiel eines in privater Initiative durchgeführten Erhalts eines geschichtsträchtigen Bauwerks.

## Geschichtlicher Hintergrund
Über die Erbauer von Haus Steeg ist wenig bekannt, fest steht jedoch, dass es in den Jahren 1577/78 errichtet worden ist. Laut dendrochronologischem Gutachten ist das Fachwerkhaus eines der ältesten Fachwerkhäuser des Bergischen Landes. Ebenso eindeutig lässt sich der Name von Haus Steeg erklären: Die erste Bezeichnung dieses Gehöftes lautete „zum Stegh“, genau so wie die Parzelle rechts und links der Sülz. Damit ist eine schmale Fußgängerbrücke gemeint, die die Rambrücker Mühle und die Ortschaft Rambrücken verband.
Von den im Haus Steeg lebenden Familien ist bekannt, dass der Hofbesitzer Johann Heinrich seinen Sohn 1682 im Augustinerkloster Rösrath taufen ließ. Johann Heinrich, obwohl des Schreibens nicht kundig, war außerdem Schöffe. Sein Urenkel Franz Wilhelm Gammersbach studierte Jura und ließ sich als Advokat in Haus Steeg nieder. In der "Franzosenzeit" wurde er 1808 zum ersten Bürgermeister der „Munizipalität“ Rösrath ernannt. 1812 erlebte er in seinem Bürgermeisterbüro in Haus Steeg einen Überfall von Widerstandskämpfern, die einen Teil der französischen Akten vernichteten. Gammersbach blieb auch in preußischer Zeit Bürgermeister, verlegte aber 1830 seinen Amtssitz nach Haus Venauen. Von 1680 bis 1835 lebten vier Generationen der Familie Gammersbach im Haus Steeg. 1837 ging das Haus in den Besitz der Familie Schwamborn über, die von Haus Steeg aus eine Gerberei in Rambrücken gründet.
1964 zogen die heutigen Besitzer in Haus Steeg ein.

## Rezeption
Haus Steeg wurde der Öffentlichkeit im Januar 2014 als "Denkmal des Monats" vorgestellt.  Mit dem Anspruch, die Anliegen des Denkmalschutzes und der lokalen Geschichtsforschung ins Bewusstsein der Bürger zu rücken, rückt das „Denkmal des Monats“ jedes Jahr zehn Denkmäler oder denkmalwürdige Objekte der Stadt Rösrath ins Licht der Öffentlichkeit. Die Auswahl der Denkmäler erfolgt durch ein Gremium, bestehend aus Vertretern des Stadtrates, der Stadtverwaltung, des Geschichtsvereins Rösrath sowie einem fachkundigen Bürger.